# 桐人
桐谷和人（Kirigaya Kazuto），虛擬世界的用戶名為「桐人（Kirito）」，是日本小說家川原礫所寫的輕小說《刀劍神域》及其改編動、漫畫作品的主角。在以《刀劍神域》為主的諸多系列作裡作為主角或重要角色登場。

## 人物
原名為「鳴坂和人（Narusaka Kazuto）」，但出生後不久父母便因車禍雙亡，大難不死的和人被阿姨桐谷翠和姨丈桐谷峰嵩收養，並改姓「桐谷（Kirigaya）」。
生日為2008年10月7日，開始玩SAO時（2022年11月）是14歲，2年後（2024年10月）的故事本篇是16歲，現在（2026年10月）目前是18歲。在2026年6月末至7月上旬間，為治療腦部創傷而長時間潛行Underworld，在靈魂加速的影響下使其心靈年齡超越了肉體大約2年。
在SAO中是以攻略浮游城艾恩葛朗特最上層為目標，分類為「攻略組」的獨行玩家，只裝備一把單手長劍的頂級劍士。喜歡裝備樸素但匿蹤效果高的黑色大衣，因全身黑的造型而被稱為「黑色劍士」。在SAO中，桐人於2023年4月加入了公會「月夜黑貓團」，但對公會隱瞞自己的游戏等级，而導致公會的夥伴們全部身亡，因此造成了心理創傷。雖然於聖誕節收到幸的遺言而緩和心傷，但仍害怕擁有夥伴或與人扯上關係。起初於SAO中因避免惹麻煩而一直隱藏「二刀流」，但危急時使用此技能斬殺了74層頭目「閃耀魔眼」。
外觀女性化，態度冷淡，帶給不認識的人一種「捉摸不定」、「年齡不詳」的印象。如果穿著和妹妹同樣的衣服出門的話，甚至有被當成姊妹的可能。在GGO中其虛擬體為「M-9000虛擬體」，雖然是男性虛擬體但擁有少女般的外貌，外貌較SAO中的桐人更誇張，且身高較現實中的身體矮了不少，故此起初桐人相當不習慣使用。
在SAO中结识了亚丝娜，两人在相互合作之中，不断相互了解和适应对方，并经历过生死之交，在游戏中结婚并约定在现实交往，之后在亚丝娜被困ALO时也历经艰辛将其救出，最终在现实中和她本人结城明日奈相见并兑现承诺。之后和人也因各种事件与其他女角色有交情，但由于与明日奈的关系，都保守与和人的感情，除了爱丽丝坚持与明日奈竞争与和人的关系。

### 星王桐人（）
在被困UW并加速运行200年期间，产生了一个拥有更长经历的摇光意识——星王桐人，并且被比嘉健偷偷复制出来（因为在桐人从UW醒来后曾要求抹除其加速运行期间的记忆）。心靈年齡為近二百歲，擁有桐人在UW中近二百年的記憶，並自稱為UW的守護者。
桐人和亞絲娜被困在UW時，兩人早已預料自己的搖光可能會被複製，所以星王桐人可以接受自己是複製品的事實而沒有崩潰，並將自己與桐人本人視為不同的個體。
為守護UW和UW的居民，與比嘉討論UW本身存在的問題。在確認UW的硬體系統能以Ocean Turtle的核能繼續運作4至5年的時間後，要求比嘉在網路世界中尋求模擬茅場晶彥思考的程式的協助，解決在現實中UW無法與網路連結的問題。
在Unital Ring 篇中，在網路世界中與模擬茅場思考的程式進行交流，兩人預料「The Seed 連結體」可能會進入「統一」階段而決定以旁觀者的身份觀看事態的發展。

## 角色剧情
在故事开始前，和人（桐人）已经是《Sword Art Online》（SAO）的封测者之一，并且仰慕其开发者茅场晶彦。在SAO正式运营并很快地蜕化为与生命挂钩的死亡游戏后，憧憬混入了憎恨而变成一种复杂的感情，但始终以攻略SAO为首要目标，并且承受了“封弊者”的称号来保护其他封测者。之后认识到亚丝娜，两人在多次合作中相互了解、适应、改变对方，最终经历过生死之交，发展成爱情，在游戏中结婚。期间桐人也帮助过其他女配角，使她们也对他抱有好感。在75层BOSS战后识破了茅场晶彦的真身后，即时进行超低血量的终结游戏决斗，期间亚丝娜帮桐人挡下致命一击并同样遭到致命一击下，也成功击倒茅场，茅场遵守承诺释放了全部玩家，在游戏终结销毁之前和两人探讨了关于SAO与异世界的想法，茅场之后将自己的大脑扫描成程序进入到网络之中，桐人从游戏中醒来，SAO事件结束。
之后和人发现结城明日奈仍被困在游戏《Alfheim Online》（ALO，游戏SAO的数据重建）中，并且得知是明日奈父亲的得力助手须乡伸之的劫持，以谋取结城家的家财。于是重新以SAO的数据进入ALO中进行拯救，并得到莉法的帮助，在前往囚禁明日奈的地方“世界之树”的旅途中，莉法对桐人产生了爱慕。之后发现莉法的身份就是（亲）表妹桐谷直叶后，两人在重新弥合关系和感情后，直叶为了尊重明日奈而选择保守对表兄的爱，联合其他玩家帮助桐人到达“世界之树”。须乡伸之起初利用游戏权限压制桐人，但模拟茅场思考的程序介入，给予桐人更高的游戏权限，击倒了须乡，释放了被囚禁的明日奈和其他被囚禁的剩余SAO玩家，并将建构SAO的开发程序“The Seed”托付给桐人。回到现实后，桐人再次遇到须乡并再一次击倒他，使其锒铛入狱。最终和从游戏中醒来的明日奈第一次现实见面，并在之后正式现实交往。ALO事件结束。
在SAO事件和ALO事件后，SAO玩家被分别安置处理，和人得到日本政府和自卫队的重视，被安排到调查《Gun Gale Online》（GGO，基于“The Seed”开发的射击游戏）中的“死枪事件”，在游戏结识了玩家诗乃，两人通过游戏中的BoB大赛中，和人和明日奈发现了“死枪事件”的始俑者就是SAO的死亡公会“微笑棺木”成员，最终在游戏中击倒“死枪”，和诗乃取得共同胜利，并且在现实中和人赶到“诗乃”的真身朝田诗乃的住处，救下即将被死枪同伙杀害的她。之后也帮助诗乃摆脱了长期的心理创伤。“死枪事件”因而结束。
在原创的电影剧场版中，出现了AR游戏《Ordinal Scale》（OS），在游戏中，明日奈意外发现开始失去SAO时的记忆，桐人追查到游戏幕后的开发者是茅场、须乡的导师——重村彻大教授，并且了解到游戏的真相是收集SAO幸存者的记忆来恢复他的女儿，SAO遇难者——重村悠那。最终悠那的模拟意识选择帮助桐人，终止了游戏。事后重村教授曾经被展示了“Rath”项目，而悠那的模拟意识则留在爱慕她的人——后泽瑛二身边。OS事件结束。
“死枪事件”后，和人为自卫队在一个人工智能培养项目“Rath”中的游戏世界《Underworld》（UW）“打工”，之后现实中被死枪同伙偷袭而生命垂危，被自卫队偷偷转送到UW项目的真实所在地“海龟”中，直接接入系统进行休养。在UW中，结识了人工智能人类爱丽丝和尤吉欧，并且发现了UW的危机。明日奈也通过与茅场相识的神代凛子也成功找到“海龟”和和人。之后死亡公会“微笑棺木”的首领PoH借助外国势力偷袭了“海龟”，并进入了UW，试图争夺项目的成功案例——爱丽丝，并其中人员另有图谋。在现实内外的角逐中，桐人成功击杀PoH，“海龟”的入侵者也被肃清。但由于入侵者的误操作，导致和人和明日奈的意识——他们的摇光——困在UW并加速运行了200多年，期间两人在UW中进行整顿并完善了UW的发展。成功离开UW的爱丽丝之后也代表人工智能人类在现实中为同胞争取合法权益，也见面过现实世界的和人等人。

## 角色创作和构想
在对作品系列作者川原礫的采访中，被问到桐人的个性和角色设定是不是基于作者本身时，作者回答到，他不会将自己的某些方面融入到角色中，并开玩笑说“如果非要说两人有什么相似之处的话，那就是都不喜欢和人们聚在一起，喜欢独处地玩游戏”。他也补充道他创作这个作品系列是希望改变人们对网络游戏的看法，将它视为一种社会弊病或者只是逃避生活，所以他在作品中以更积极的方式展现网络游戏。当粉丝们问他桐人在一个枪械游戏（即作品中的《GGO》）中使用剑术的事时回答道，如果使用得当，可能《光环》系列的能量剑将会是最强大的武器。
当粉丝们问到会不会让作者的两部作品《刀剑神域》和《加速世界》进行跨世界融合创作时，川原回答说，他已经让《加速世界》主角有田春雪和桐人在跨媒体作品中相遇并对战过，但是两作品的跨世界融合创作可能有难度，因为前者发生背景时间是2022年，后者是2046年。

## 评价

### 批判性言论
Kotaku的Richard Eisenbeis评价本作品系列是近些年来最聪明的作品系列，他称赞桐人和亚丝娜的爱情如何在通过作品中被展现出来，并且“定义了如何表现在虚拟世界中的爱情” 但对于剧情后半部分颇有微言，认为亚丝娜最终成为被桐人努力拯救的遇险小姐，一个“强势女性”似乎“退变成了桐人不断探寻的任务道具”。另外也提到桐人与亚丝娜的爱情即使面对其他女角色的参入下也得到了考验，他认为桐人是不会抛弃亚丝娜的，尤其是之前的剧情中桐人对亚丝娜的忠诚。因此他觉得桐人是讨人喜欢和“有趣”的角色。
关于桐人被认为是玛丽苏类型的角色时，Japanator.com的Karen Mead也提到“几乎没有什么缺点来抵消桐人的优点设定：他几乎是一个电子游戏的天才，善良、乐于奉献，这些都是非常重要的正面因素”，然而，她称赞桐人这些角色优点，尤其是他的“能干和高尚”是他有别于其他后宫型角色，从而能得到其他女角色们的喜爱。
《The Escapist》杂志的Carly Smith将第二期电视动画和原版小说对比后，讽刺道“欢迎来到刀剑神域2：所有女主角都爱上了桐人”，比喻到“世界没有光”，“直到桐人出现了”。
在对角色的英文配音Bryce Papenbrook的一次访问中，问及到，如果桐人和《進擊的巨人》的艾连·叶卡（Bryce同时也是他的英文配音）打一场的话，谁会赢；Bryce开玩笑说“如果在游戏里面，显然桐人会赢，因为他好像一直都开了挂一样。如果在现实，虽然桐人意志坚强，充满气魄，但我认为艾连会将他砍得四分五裂，他更疯狂。”

### 人气
桐人是《刀剑神域》中最受欢迎的角色之一。在动漫网站Charapedia的粉丝投票中，10000名受访者投票选出了他们最喜欢的动漫情侣，其中桐人和亚丝娜位居榜首。；同时桐人对亚丝娜的告白也位居该网站的告白排名投票前20的第3；对于该站点的“想为他追随效命的前30名角色”的投票排行中，桐人为第29，亚丝娜为第26。在视频网站Bilibili中，桐人被读者投票获得2017年动画角色人气大赏最“燃”亚军。亚丝娜和桐人曾位列《電擊文庫》（本作品系列的小说发行商）角色投票中分别第一、二名。两人也登上動畫新聞網“爱与战火的情侣”的前七名，称“爱情在虚拟战场上绽放，两人结婚后共同承担了游戏的创造者。”
Otamart（一款专注于动漫、漫画和偶像产品的日本应用程序）进行了用户调查，在最适合穿着泳装和浴衣的角色中，桐人（作为桐谷和人）在男性中分别排名第11名（泳装）和第13名（浴衣）；在“情人节中男性最想送巧克力给的前20个角色”中，桐人排名第15名。 《Newtype》2014年8月号公布了最近的角色人气投票结果，桐人在男性角色中排名第一，亚丝娜在女性角色中排名第四。在决定登上作品设定书书封面的角色排名民意调查中，桐人排在第四位。在日本粉丝最喜欢给他们的孩子起名的名字调查中，“和人”（桐人）为第四位，“明日奈”（亚丝娜）为第一位。

### 商品
由于角色的高人气，有大量的衍生产品和角色形象在现实世界中出现。桐人的形象出现在2015年4月宣传南梦宫游戏厅的活动中。“Man At Arms”团队为粉丝们复刻了作品两人的武器“闪烁之光（ランベントライト，Lambent Light）”和“阐释者（エリュシデータ，Elucidator）”。有香水品牌推出了代表桐人、亚丝娜、诗乃的香水，“桐人”的配方为在铃兰，玫瑰，茉莉，葡萄柚、麝香和白兰地基础上使用青苹果，杏和酸橙，描述为“带有淡淡白兰地的干柑橘，旨在唤起成熟的精神”。曾经推出过一款“刀剑神域”系列的角色代表眼镜，“哑光黑色镜框，眼镜脚上有代表‘阐释者’和十字架”。 曾经推出过一套动漫角色的圣诞贺卡，里面还有来自《Free!》的龙崎怜、《魔法少女小圓》的鹿目圆。BANDAI也在PROPLICA系列中发售过桐人的夜空之剑。
在与《刀剑神域》有关的电子游戏中也有出现过，例如电击文库旗下作品的角色跨媒体作品《电击文库 格斗巅峰》。在《刀劍神域 Lost Song》与《噬神者2 狂怒解放》的联动活动中，《Lost Song》得到了属于桐人的朱利乌斯服饰和属于亚丝娜的艾莉莎服饰，而《狂怒解放》得到了桐人和诗乃服饰。
另外桐人、亚丝娜、莉法的形象也出现在名为“动漫守护者”，一个由15家动漫制作工作室和漫画出版商支持下，旨在打击动漫和漫画盗版的活动。

### 排名
- 《這本輕小說真厲害！》

| 書名                       | 獎項               | 參考資料 |
| -------------------------- | ------------------ | -------- |
| 《這本輕小說真厲害！2011》 | 男性角色排名第三名 | [ 30 ]   |
| 《這本輕小說真厲害！2012》 | 男性角色排名第一名 | [ 31 ]   |
| 《這本輕小說真厲害！2013》 | 男性角色排名第一名 | [ 32 ]   |
| 《這本輕小說真厲害！2014》 | 男性角色排名第三名 | [ 33 ]   |
| 《這本輕小說真厲害！2015》 | 男性角色排名第三名 | [ 34 ]   |
| 《這本輕小說真厲害！2016》 | 男性角色排名第二名 | [ 35 ]   |
| 《這本輕小說真厲害！2017》 | 男性角色排名第二名 | [ 36 ]   |
| 《這本輕小說真厲害！2018》 | 男性角色排名第一名 | [ 37 ]   |
| 《這本輕小說真厲害！2019》 | 男性角色排名第三名 | [ 38 ]   |
| 《這本輕小說真厲害！2020》 | 男性角色排名第五名 |          |

### 原作及改编作
1. 1 2 3  Kawahara, Reki; 川原, 礫. . ISBN 978-4-04-867935-0.
2. ↑  小說文庫版第2卷第4章《紅鼻子麋鹿》；動畫版第1期第3集《紅鼻子馴鹿》。
3. 1 2 3  Kawahara, Reki; 川原, 礫. . 2009-04-10. ISBN 978-4-04-867760-8.
4. 1 2  Kawahara, Reki; 川原, 礫. . ISBN 978-4-04-868763-8.
5. 1 2  Kawahara, Reki; 川原, 礫. . ISBN 978-4-04-868452-1.
6. ↑  Kawahara, Reki; 川原, 礫. . ISBN 978-4-04-914035-4.
7. ↑  Kawahara, Reki; 川原, 礫. . ISBN 978-4-04-870733-6.
8. ↑  Kawahara, Reki; 川原, 礫. . ISBN 978-4-04-868193-3.
9. ↑  Kawahara, Reki; 川原, 礫. . ISBN 978-4-04-870132-7.
10. ↑  Kawahara, Reki; 川原, 礫. . ISBN 978-4-04-886271-4.
11. ↑  Kawahara, Reki; 川原, 礫. . ISBN 978-4-04-886697-2.
12. ↑  Kawahara, Reki; 川原, 礫. . ISBN 978-4-04-891157-3.
13. ↑  Kawahara, Reki; 川原, 礫. . ISBN 978-4-04-891529-8.
14. ↑  Kawahara, Reki; 川原, 礫. . ISBN 978-4-04-891757-5.
15. ↑  Kawahara, Reki; 川原, 礫. . ISBN 978-4-04-866505-6.
16. ↑  Kawahara, Reki; 川原, 礫. . ISBN 978-4-04-866775-3.
17. ↑  Kawahara, Reki; 川原, 礫. . ISBN 978-4-04-865307-7.
18. ↑  Kawahara, Reki; 川原, 礫. . ISBN 978-4-04-865883-6.
19. ↑  Kawahara, Reki; 川原, 礫. . ISBN 978-4-04-892250-0.

### 其他
1. ↑  #刀劍神域Alicization. Muse木棉花於Facebook. 2021-09-04 [2023-03-22] （繁體中文）.
2. ↑  . Anime News Network.   [2016-08-25]. （原始内容存档于2016-11-13）.
3. ↑  高野希義 (编).  . 電擊G's magazine (KADOKAWA). 2020-06. NDL 00107581.
4. 1 2 3 4  Frye, Patrick. . Inquisitr.   [2016-08-25]. （原始内容存档于2016-08-21）.
5. ↑  . figure.fm.   [2016-08-25]. （原始内容存档于2013-04-14）.
6. ↑  . Kotaku. 2012-09-28  [2012-10-01]. （原始内容存档于2015-12-23）.
7. 1 2  . Kotaku. 2012-12-26  [2013-09-28]. （原始内容存档于2015-12-22）.
8. ↑  Mead, Karen. . Japanator.   [2016-08-25]. （原始内容存档于2019-12-04）.
9. ↑  Smith, Carly. . The Escapist.   [2016-08-25]. （原始内容存档于2020-01-21）.
10. ↑  Bamboo Dong. . Anime News Network.   [2016-08-25]. （原始内容存档于2020-12-28）.
11. ↑  Loveridge, Lynzee. . Anime News Network.   [2016-08-25].
12. ↑  Loveridge, Lynzee. . Anime News Network.   [2016-08-25]. （原始内容存档于2022-02-18）.
13. ↑  Baseel, Casey. . Rocket News 24. 2015-04-24  [2016-08-25]. （原始内容存档于2017-12-11）.
14. ↑  . bangumi.bilibili.com.   [2022-02-19]. （原始内容存档于2022-03-13）.
15. ↑  Loveridge, Lynzee. . Anime News Network.   [2016-08-25]. （原始内容存档于2022-02-18）.
16. ↑  Loveridge, Lynzee. . Anime News Network.   [2016-08-25]. （原始内容存档于2014-11-10）.
17. ↑  Cadorniga, Carlos. . Anime News Network.   [2016-08-25]. （原始内容存档于2022-06-29）.
18. ↑  Loveridge, Lynzee. . Anime News Network.   [2016-08-25]. （原始内容存档于2022-02-18）.
19. ↑  Loveridge, Lynzee. . Anime News Network.   [2016-08-25]. （原始内容存档于2018-07-11）.
20. ↑  Loveridge, Lynzee. . Anime News Network.   [2016-08-25]. （原始内容存档于2022-02-18）.
21. ↑  Tsubaki. . GoBoiano.   [2016-08-25]. （原始内容存档于2016-08-19）.
22. ↑  Nelkin, Sarah. . Anime News Network.   [2016-08-25]. （原始内容存档于2022-02-18）.
23. ↑  Green, Scott. . Crunchyroll.   [2016-08-25]. （原始内容存档于2022-02-18）.
24. ↑  Green, Scott. . Crunchyroll.   [2016-08-25]. （原始内容存档于2022-02-18）.
25. ↑  McGee, Oona. . Rocket News 24. 2015-12-13  [2016-08-25]. （原始内容存档于2017-09-01）.
26. ↑  Coello, Joan. . Rocket News 24. 2014-12-10  [2016-08-25]. （原始内容存档于2017-12-18）.
27. ↑  Spencer. . Siliconera.   [2016-08-25]. （原始内容存档于2018-10-05）.
28. ↑  Sato. . Siliconera.   [2016-08-25]. （原始内容存档于2018-10-05）.
29. ↑  Loveridge, Lynzee. . Anime News Network.   [2016-08-25]. （原始内容存档于2022-02-18）.
30. ↑  . 寶島社. 2010年11月. ISBN 978-4-7966-7963-3.
31. ↑  . 寶島社. 2011年11月. ISBN 978-4-7966-8716-4.
32. ↑  . 寶島社. 2012年11月. ISBN 978-4-8002-0357-1.
33. ↑  . 寶島社. 2013年11月. ISBN 978-4-8002-1954-1.
34. ↑  . 寶島社. 2014年11月. ISBN 978-4-8002-3373-8.
35. ↑  . 寶島社. 2015年11月. ISBN 978-4-8002-4766-7.
36. ↑  . 寶島社. 2016年11月. ISBN 978-4-8002-6345-2.
37. ↑  . 寶島社. 2017年11月. ISBN 978-4-8002-7798-5.
38. ↑  . 寶島社. 2018年11月. ISBN 978-4-8002-9044-1.